# European Students Conference
Pour les articles homonymes, voir ESC.

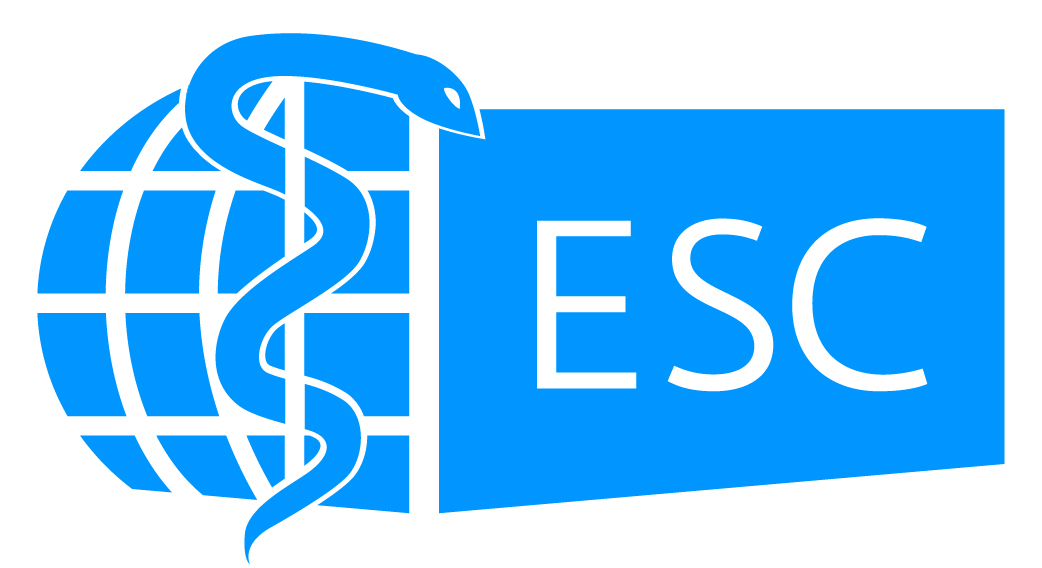

La Conférence européenne des étudiants (European Students' Conference - ESC) est devenue depuis quelques années une rencontre scientifique annuelle de portée internationale. Entièrement et exclusivement organisée par une équipe d’étudiants, l’ESC est aujourd’hui une des plus grandes conférences étudiantes au monde traitant de questions biomédicales. En 2019, pour la 30e fois consécutive, la manifestation s'est tenue du 25 au 28 septembre, en Allemagne à la faculté de médecine Charité de Berlin.

## Histoire
L’ESC a été fondée en 1989, au moment des événements politiques qui entraînèrent la chute du mur, par un groupe d’étudiants de ce qui à l’époque était la plus prestigieuse faculté de médecine de la République démocratique allemande.  
La réunification de l’Allemagne en octobre 1990 fut l’occasion unique de prolonger cet échange scientifique et de créer une relation plus étroite entre les facultés de médecine allemandes et plus largement entre les chercheurs du monde médical d’Est et d’Ouest.
Au cours des années qui suivirent, l’ESC est progressivement devenue un des événements majeurs de la faculté de médecine « la Charité » de Berlin. 
Elle est aujourd’hui’hui l’une des plus grandes et plus célèbres conférences de son genre. 
L’objectif majeur de l’ESC, qui était à l’origine de contribuer au développement des relations entre l’Est et l’Ouest, a aujourd’hui profondément évolué  afin d’apporter désormais un soutien aux jeunes scientifiques et d’encourager le progrès des sciences biomédicales au niveau international.
Principales dates : 
- 30e ESC: 25 - 28 septembre 2019
- 29e ESC : cancellé
- 28e ESC : 27- 30 septembre 2017
- 27e ESC : 28 septembre- 1er octobre 2016
- 26e ESC : 23 - 26 septembre 2015
- 25e ESC : 17 - 20 septembre 2014
- 24e ESC : 4 – 7 septembre 2013
- 23e ESC : 17 - 20 septembre 2012
- 22e ESC : 21 - 24 septembre 2011
- 21e ESC : 14 - 17 octobre 2010
- 20e ESC : 4- 7 octobre 2009
- 19e ESC : 29 septembre - 3 octobre 2008
- 18e ESC : 7- 11 octobre 2007
- 17e ESC : 8- 12 octobre 2006
- 16e ESC : 19- 23 octobre 2005
- 15e ESC : 19- 23 octobre 2004
- 14e ESC : 4- 8 novembre 2003
- 13e ESC : 29 octobre- 2 novembre 2002
- 12e ESC : 21- 25 novembre 2001
- 11e ESC : 22- 26 novembre 2000

## Objectifs
L’ESC est un lieu privilégié d’information et de partage des connaissances et expériences. Elle sert de plateforme en vue de faciliter et de renforcer les échanges scientifiques ainsi que d’interface et d’intermédiaire entre :
- les étudiants de médecine et ceux issus d’autres disciplines scientifiques ;
- les jeunes chercheurs scientifiques et les professionnels du monde scientifique ;
- le public et le monde des sciences ;
- les étudiants de médecine et autres jeunes scientifiques souhaitant s’informer des possibilités de travail et de recherche en Allemagne ;
- le monde universitaire et le secteur de l’industrie.

## Programme
L’ESC est organisée sous la forme d’un congrès scientifique offrant un programme d’information de haute qualité et un contenu pédagogique de grande valeur. Celui-ci se compose  de présentations ou conférences magistrales ainsi que d’ateliers de travail repartis par discipline, domaine ou thème scientifique, couvrant ainsi presque tous les secteurs de la médecine. 
En outre, chaque conférence annuelle est bâtie autour d’un thème médical ou scientifique majeur qui lui donne une spécificité propre en termes de spécialisation biomédicale. À titre d’exemples, l’ESC a traité ou abordera des thèmes  tels que « les sciences cardiovasculaires », « la médecine régénérative », « les neurosciences », etc.

## Structure et organisation

### Équipe opérationnelle
Chaque ESC annuelle est organisée par une équipe opérationnelle composée de 5  à   8 étudiants sélectionnés et recrutés par le comité directeur assisté des membres de l’équipe précédente. En règle générale, chaque membre de la nouvelle équipe se voit confier un secteur d’activité propre, portant sur la gestion du projet, la coordination scientifique, la gestion financière, la collecte de fonds, les relations publiques, le développement du programme, la gestion logistique, et la technologie informatique. 
L’équipe opérationnelle reçoit également l’aide d’anciens membres de l’ESC qui peuvent contribuer au projet en apportant leurs connaissances et expériences, et reçoit aussi une aide institutionnelle de la faculté de médecine la Charité.

### Anciens membres
En tant qu’«alumni» de l’ESC, les membres des équipes opérationnelles précédentes sont vivement encouragés à participer, à soutenir et à aider l’équipe de soutien en place.
Ils sont ainsi invités à participer aux discussions et débats internes de l’ESC pour en contribuer au succès.

### Comité directeur
Le comité directeur de l’ESC est composé d’alumni considérés comme membres actifs. Les membres d’une équipe opérationnelle peuvent se porter candidat au comité directeur, dans l’année suivant l’ESC suivante.
Le comité directeur
- organise les entretiens d’embauche, effectue la sélection des équipes opérationnelles, facilite le processus de recrutement par le doyen de la faculté de médecine la Charité ;
- développe et encourage les échanges entre les équipes précédentes et l’équipe en place ;
- organise des ateliers pour définir et structurer les différents domaines d’activités et d’action ;
- fixe avec l’équipe opérationnelle les délais de réalisation des objectifs ;
- prend des mesures générales pour traiter et régler tout problème ou toute difficulté relative à l’organisation ou à la situation individuelle des membres de l’équipe opérationnelle.
- n’intervient à aucun moment dans le fonctionnement et l’organisation des activités de gestion de l’équipe opérationnelle;
- ne se porte pas garant des engagements financiers faits par la faculté, ni ne prend part aux négociations de règlement des obligations contractuelles, ni même n’intervient en cas d’échec dans ce même domaine.

Le comité directeur agit dans un but non lucratif.